# Tina Schiechtl
Tina Schiechtl (* 15. Jänner 1984) ist eine ehemalige österreichische Tennisspielerin.

## Karriere
Schiechtl, die hauptsächlich im Einzel antrat, gewann in ihrer Karriere insgesamt neun Einzeltitel auf ITF-Ebene. Ihr erstes ITF-Turnier gewann sie 2002 in Dubrovnik. Mit Rang 230 hatte sie am 25. September 2006 ihre beste Platzierung in der WTA-Weltrangliste inne.
Seit April 2014 hat sie auf der Damentour kein Match mehr bestritten.

## Turniersiege

### Einzel
| Nr. | Datum              | Turnier   | Kategorie   | Belag     | Finalgegnerin           | Ergebnis      |
| --- | ------------------ | --------- | ----------- | --------- | ----------------------- | ------------- |
| 1.  | 5. Mai 2002        | Dubrovnik | ITF $10.000 | Sand      | Marija Korytzewa        | 4:6, 6:4, 6:3 |
| 2.  | 29. September 2002 | Sopron    | ITF $10.000 | Sand      | Sanda Mamić             | 7:63, 7:5     |
| 3.  | 13. Februar 2005   | Mallorca  | ITF $10.000 | Sand      | Matilde Munoz-Gonzalves | 6:3, 6:1      |
| 4.  | 3. Oktober 2005    | Porto     | ITF $25.000 | Sand      | Lourdes Domínguez Lino  | 7:64, 7:62,   |
| 5.  | 12. Februar 2006   | Mallorca  | ITF $10.000 | Sand      | Anna Floris             | 6:3, 2:6, 6:4 |
| 6.  | 15. Februar 2009   | Mallorca  | ITF $10.000 | Sand      | Laura Thorpe            | 5:7, 6:4, 7:5 |
| 7.  | 28. März 2010      | Kairo     | ITF $10.000 | Sand      | Lucía Cervera Vázquez   | 7:5, 7:5      |
| 8.  | 1. August 2010     | Jakarta   | ITF $10.000 | Hartplatz | Lavinia Tananta         | 6:3, 6:4      |
| 9.  | 27. November 2011  | Rancagua  | ITF $10.000 | Sand      | Natasha Fourouclas      | 6:3, 3:6, 6:0 |